# 오리카사역
오리카사역(일본어: 織笠駅)은 일본 이와테현 시모헤이군 야마다정에 위치한 동일본 여객철도의 철도역이다. 단선 승강장 1면 1선의 구조를 갖춘 지상역이다.

## 역 주변
- 국도 제45호선
- 오리카사 강

## 역사
- 1936년 11월 10일 : 개업.
- 1970년대 : 업무위탁화. 오리카사 역장이 폐지되어, 리쿠추야마다 역장 관리하에 함.
- 1983년 3월 10일 : 무인화.
- 1987년 4월 1일 : 일본국유철도 분할 민영화에 의해, 동일본 여객철도가 승계.
- 2011년 3월 11일 : 동일본 대지진 피해 영향에 의해 영업 중단.

## 인접 역
| 동일본 여객철도 야마다 선  | 동일본 여객철도 야마다 선 | 동일본 여객철도 야마다 선    |
| -------------------------- | ------------------------- | ---------------------------- |
| 리쿠추야마다 모리오카 방면 | ■ 야마다 선               | 이와테후나코시 가마이시 방면 |